# Plan-d’Orgon
Plan-d’Orgon település Franciaországban, Bouches-du-Rhône megyében. Lakosainak száma 3562 fő (2022. január 1.). Plan-d’Orgon Cabannes, Eygalières, Mollégès, Orgon, Saint-Andiol és Cavaillon községekkel határos.

## Népesség
A település népességének változása:
| Lakosok száma | 1707 | 1885 | 2294 | 2698 | 3137 | 3406 | 3453 | 3515 | 3562 | 3562 |
|               | 1968 | 1982 | 1990 | 2006 | 2013 | 2015 | 2017 | 2019 | 2020 | 2022 |